# Hakea meisneriana
Hakea meisneriana (лат.) — кустарник, вид рода Хакея (Hakea) семейства Протейные (Proteaceae), произрастает в Западной Австралии. Цветёт с сентября по ноябрь.

## Ботаническое описание
Hakea meisneriana — прямой открытый куст высотой 1,5–3 м с гладкой серой корой и восходящими ветвями. Цветёт с сентября по ноябрь и даёт кремово-розовые цветы. Листья зелёного цвета, жёсткие длиной до 14 см с 10 небольшими канавками в продольном направлении вдоль листа, заканчивающимися острой вершиной. Обильные белые или кремовые цветки появляются в верхних веточках в гроздьях в пазухах листьев. Мелкие яйцевидные плоды длиной около 1 см, имеют гладкую поверхность и оканчиваются коротким клювом.

## Таксономия
Вид Hakea meisneriana был впервые официально описан английским ботаником Ричардом Киппистом в 1855 году. Названа в честь швейцарского ботаника Карла Мейсснера, описавшего многие виды рода хакея.

## Распространение и местообитание
H. meisneriana эндемичен для области в округах Уитбелт и Голдфилдс-Эсперанс в Западной Австралии от Дальволину до Кулгарди и на юг до Дамбльюнга и Скандинава, где встречается на песчаных равнинах, растущим на песчаных, суглинистых и гравийных почвах, часто над или вокруг латерита.

## Охранный статус
Вид Hakea meisneriana классифицируется как «не угрожаемый» Департаментом парков и дикой природы правительства Западной Австралии.